# Ergebnisse der Kommunalwahlen in Straubing
In den folgenden Listen werden die Ergebnisse der Kommunalwahlen in Straubing aufgelistet. Es werden die Ergebnisse der Stadtratswahlen seit 1996 angegeben.
Es werden nur diejenigen Parteien und Wählergruppen aufgelistet, die bei wenigstens einer Wahl mindestens fünf Prozent der gültigen Stimmen erhalten haben. Bei mehrmaligem Überschreiten dieser Grenze werden auch Ergebnisse ab einem Prozent aufgeführt.

## Parteien
- AfD: Alternative für Deutschland
- CSU: Christlich-Soziale Union in Bayern
- FDP: Freie Demokratische Partei
- Grüne: Bündnis 90/Die Grünen
- ÖDP/PU: Ökologisch-Demokratische Partei/Parteifreie Umweltschützer
- REP: Die Republikaner
- SPD: Sozialdemokratische Partei Deutschlands

## Wählergruppen
- FW: Freie Wähler Straubing e.V. (bis 2014 Freie Wählergemeinschaft e.V.)

## Abkürzungen
- unbek.: unbekannt
- Wbt.: Wahlbeteiligung

## Stadtratswahlen
Stimmenanteile der Parteien in Prozent
| Jahr | Wbt.   | CSU   | Grüne | SPD   | FW    | ÖDP/PU | AfD  |
| ---- | ------ | ----- | ----- | ----- | ----- | ------ | ---- |
| 1996 | unbek. | 49,1  | 2,1   | 34,1  | 6,0   | 6,7    | -    |
| 2002 | 55,28  | 49,32 | -     | 35,50 | 6,82  | 8,37   | -    |
| 2008 | 48,23  | 47,62 | 2,33  | 29,51 | 9,82  | 8,21   | -    |
| 2014 | 43,17  | 53,62 | 6,80  | 20,31 | 9,96  | 9,31   | -    |
| 2020 | 44,04  | 46,55 | 12,37 | 12,09 | 11,53 | 6,78   | 6,40 |

Sitzverteilung
Des Weiteren ist zu beachten, dass neben den gewählten Stadträten auch der Oberbürgermeister dem Gremium „Stadtrat“ angehört. Die in diesem Absatz als Gesamtzahl an Sitzen genannte Zahl berücksichtigt nur die Stadträte ohne Oberbürgermeister.
Die folgende Aufstellung gibt die Sitzverteilung an, die sich aus dem jeweiligen Wahlergebnis ergeben hat.
| Jahr | Gesamt | CSU | Grüne | SPD | FWG | ÖDP/PU | AfD |
| ---- | ------ | --- | ----- | --- | --- | ------ | --- |
| 1996 | 401    | 21  | -     | 15  | 2   | 2      | -   |
| 2002 | 401    | 20  | -     | 14  | 3   | 3      | -   |
| 2008 | 401    | 19  | 1     | 12  | 4   | 3      | -   |
| 2014 | 401    | 21  | 3     | 8   | 4   | 4      | -   |
| 2020 | 401    | 18  | 5     | 5   | 5   | 3      | 2   |

Fußnoten
1 Dem Gremium „Stadtrat“ gehört neben den Stadträten auch noch der Oberbürgermeister an.